# Kéktönkű pókhálósgomba
A kéktönkű pókhálósgomba (Cortinarius collinitus) a pókhálósgombafélék családjába tartozó, Eurázsiában és Észak-Amerikában honos, inkább fenyvesekben élő, nem ehető gombafaj. 

## Megjelenése
A kéktönkű pókhálósgomba kalapja 3-9 cm széles, fiatalon széles-kúpos vagy harang alakú, később széles harangszerűen vagy széles domborúan kiterül. Felszíne csupasz, vastagon nyálkás. Széle finoman bordázott. Színe változatos, fiatalon inkább sötét lilásbarna, később narancsbarna vagy sárgásbarna. 
Húsa fehéres vagy lilás. Íze és szaga nem jellegzetes. Kálium-hidroxiddal nem mutat színreakciót,
Sűrű lemezei tönkhöz nőttek. Színük eleinte halványlilás, -ibolyás, később barnás majd rozsdabarna. Élük fehéres lehet. 
Tönkje 8-10 cm magas és max 2 cm vastag. Alakja egyenletesen vastag vagy a töve felé kissé vékonyodó. Fiatalon lilás nyálka borítja, amely később kékeslilás foltokban megmaradhat a tönk alsóbb részein, vagy teljesen lekophat a fehéres felszínről. A vélummaradványoktól fehéresen pikkelyes-rojtos lehet. Gyakran rozsdaszínű gallérzóna is megfigyelhető.
Spórapora barna vagy rozsdabarna. Spórája ellipszis, citrom vagy mandula alakú, közepesen vagy erősen szemölcsös, mérete 12-16,5 x 6,5-8 µm. 

### Hasonló fajok
A zsemlebarna pókhálósgomba, az ibolyás pókhálósgomba, a kéklemezű pókhálósgomba hasonlít hozzá. 

## Elterjedése és termőhelye
Eurázsiában és Észak-Amerikában honos. 
Savanyú talajú fenyvesekben, ritkábban lombos erdőkben él. Nyár elejétől őszig terem. 
Nem mérgező, de mérges fajokkal összetéveszthető, fogyasztása nem ajánlott.  

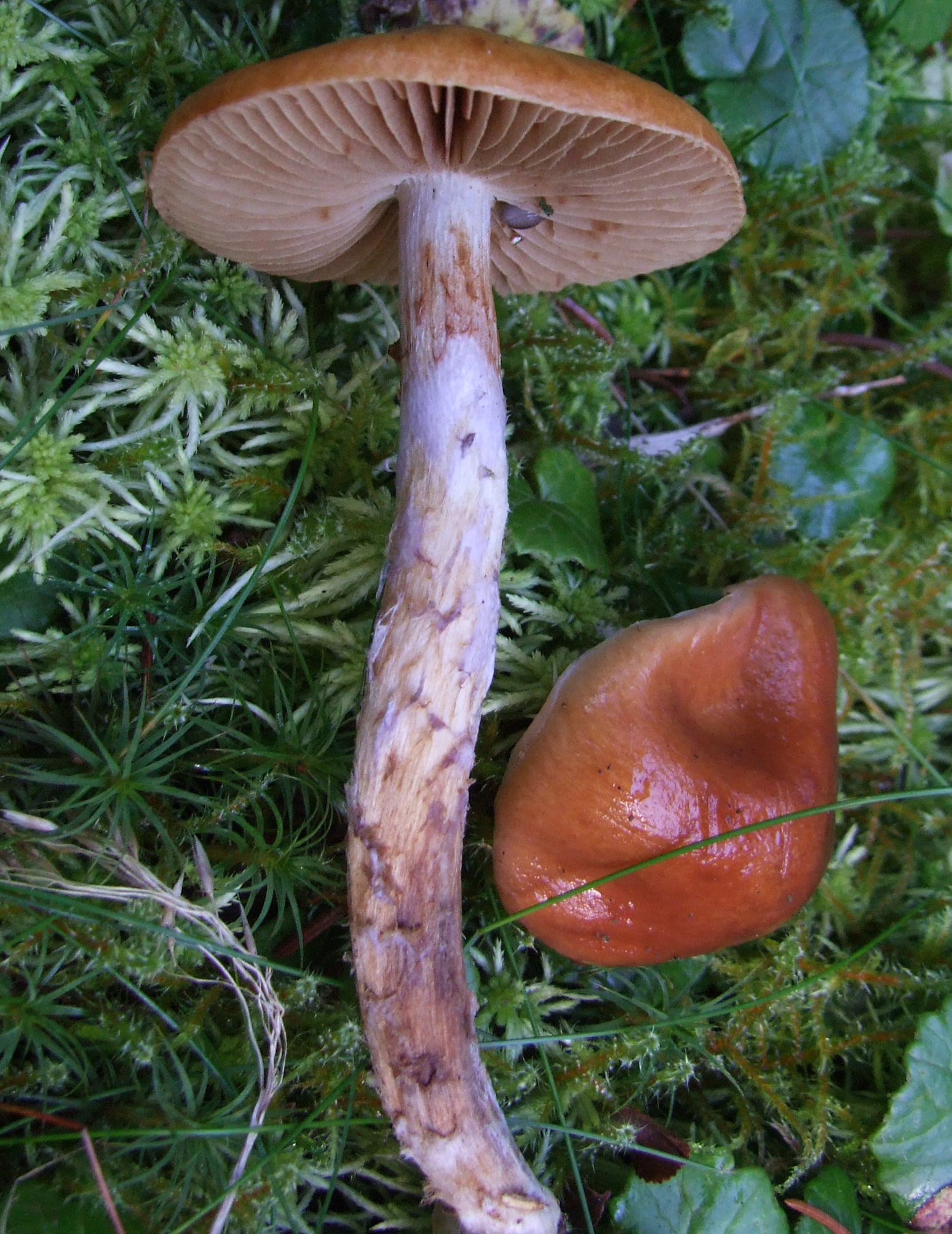
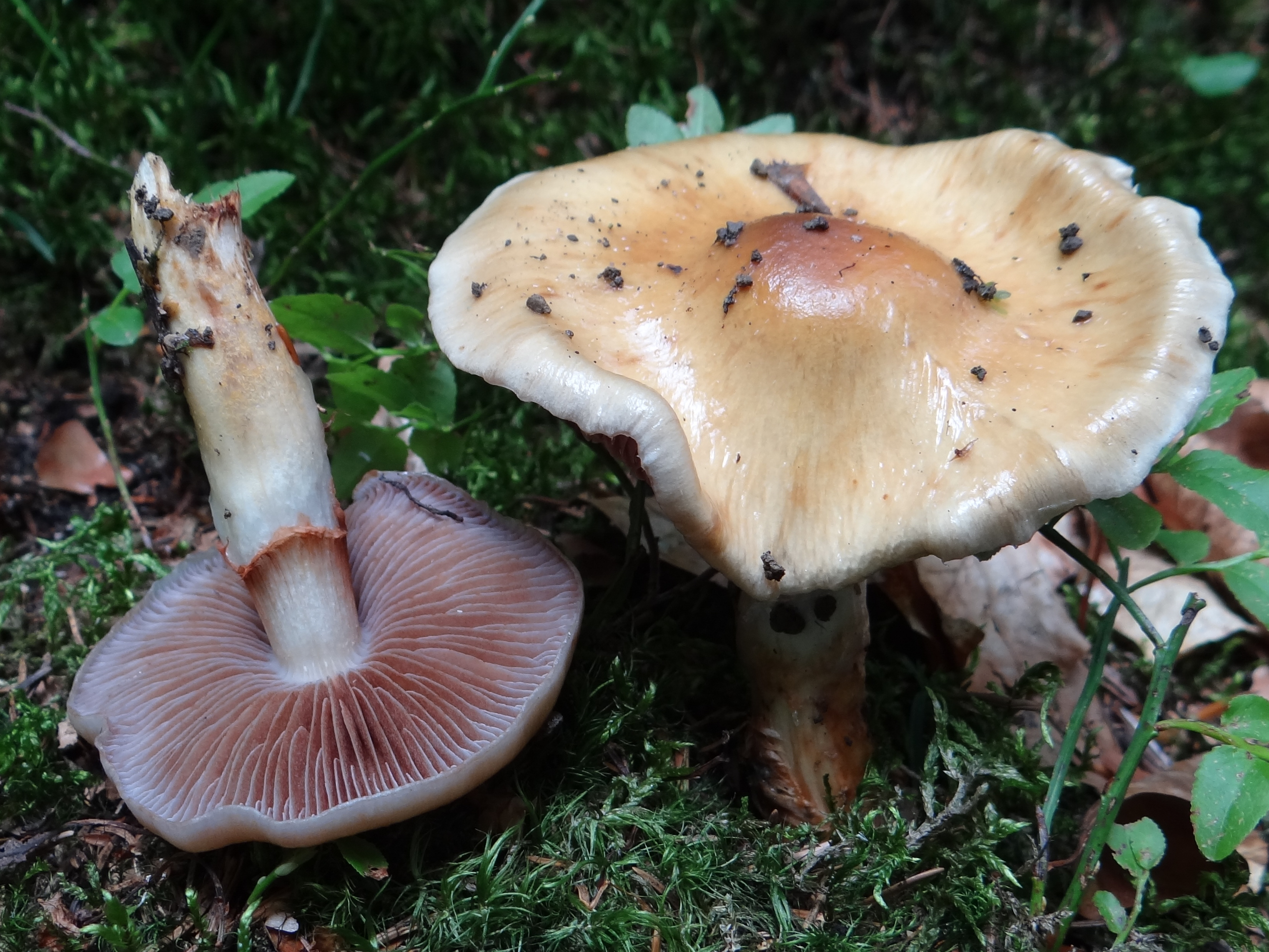
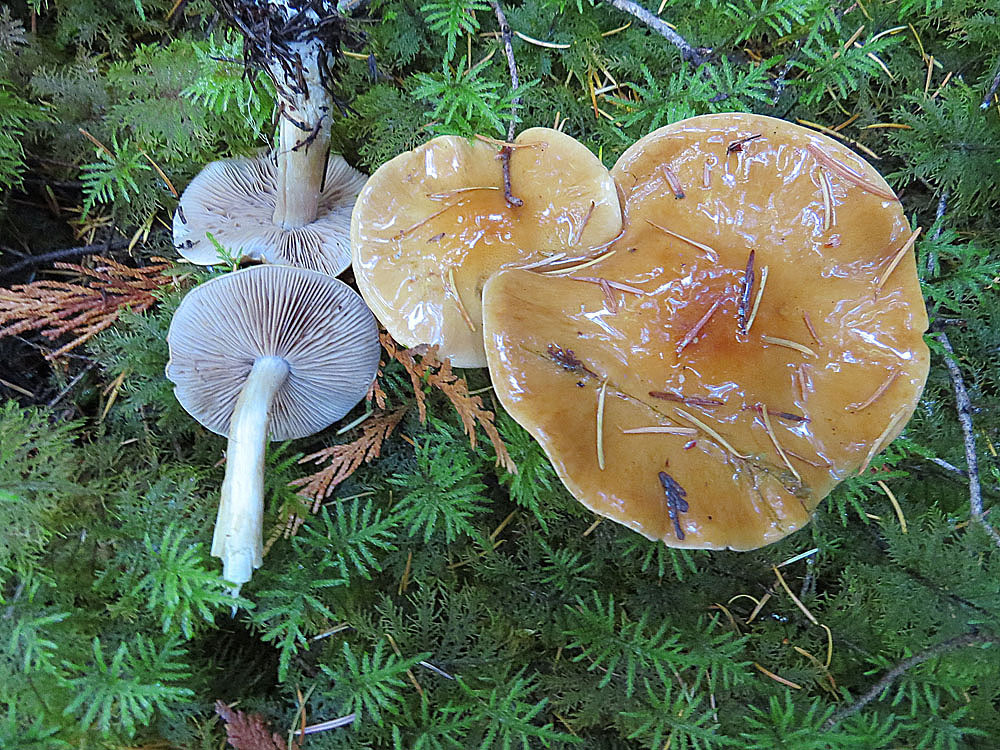
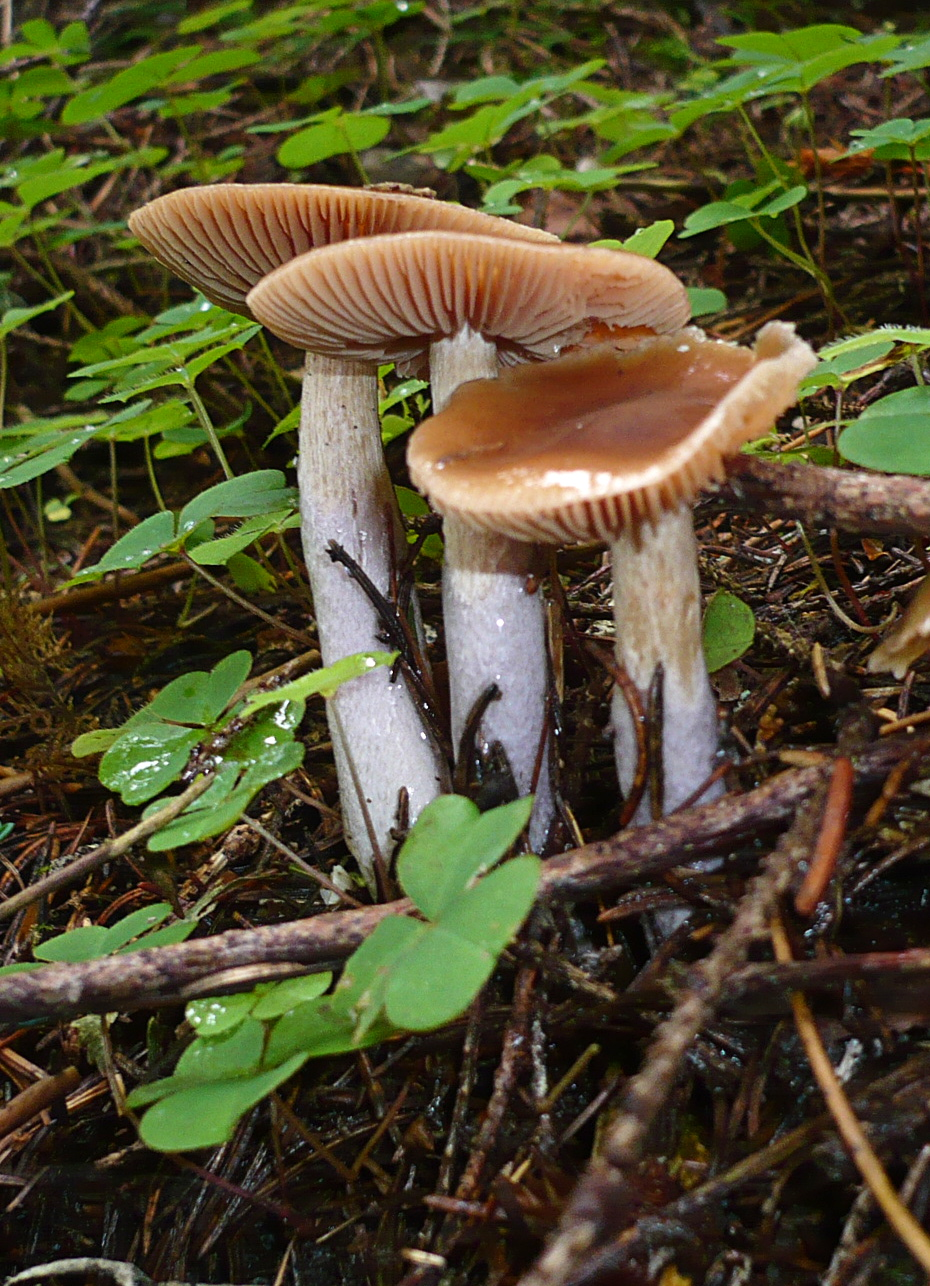
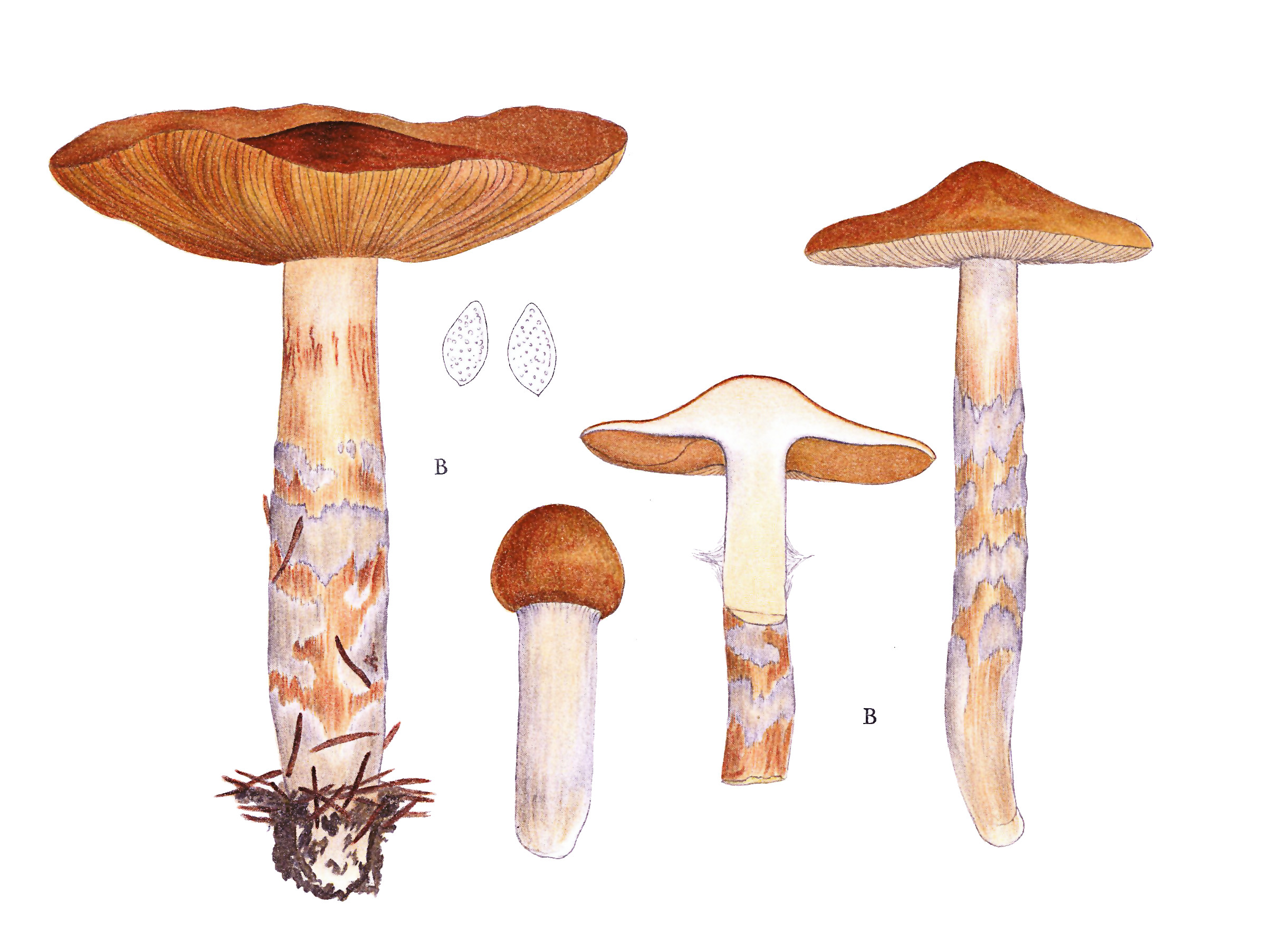